# Andrea de la Torre Pérez
Andrea de la Torre Pérez   (Valldoreix, 22 d'agost de 1990) és un jugadora d'handbol catalana, que juga en la posició de portera.
Es va iniciar als 8 anys, jugant a l'escola Ferran i Clua de Valldoreix. Després ho va fer dues temporades al Centre Obert Sant Cugat, dues més al BM La Roca i cinc a l'Esportiu Handbol Castelldefels, 2 de juvenil i 3 de sènior. Posteriorment va jugar 6 mesos al Club Esportiu Valldoreix, equip de més baixa categoria.
El 2011 va rebre una oferta de BM Granollers en aquells moments a 2a divisió. Des de la temporada 2014/15, primer any de l'equip a Divisió d'Honor, de la Torre va assumir la capitania de l'equip. El 2016, amb només 25 anys, va anunciar la seva retirada.
Un any després, va decidir tornar a la competició, en el mateix equip granollerí.
El 2019 va acceptar una oferta del Bouillargues Handball francès que jugava a segona divisió. L'any següent, es va veure afectada per un ERTO que va aplicar el seu equip.
Amb la selecció espanyola va debutar al 2018 i va participar en els Jocs Mediterranis de Tarragona, on va guanyar la medalla d'or.
En el seu palmarès també destaquen quatre Supercopes catalanes d'handbol.